# سیلیزیا ۲۵۷
سیارک ۲۵۷ (به انگلیسی: 257 Silesia) دویست و پنجاه و هفتمین سیارک کشف شده‌است که در ۵ آوریل ۱۸۸۶ و در وین کشف شد.
قدر مطلق سیارک برابر ۹٫۴۷ است.